# Юшкевич Сергій Іванович
Юшкевич Сергій Іванович (рос. Юшкевич Сергей Иванович; нар. 9 липня 1967, Чернівці, УРСР) — російський актор театру і кіно. Заслужений артист РФ (2005).

## Життєпис
Сергій Юшкевич народився 9 липня 1967 року в місті Чернівці, в неповній сім'ї. Мати працювала інженером.
У 1989 році вступив у Щукінське училище, майстерня Альберта Бурова.
Після закінчення театрального училища у 1993 році був прийнятий в трупу Московського театру імені Маяковського де працював до 1999 року.
Сергій Юшкевич дебютував у кіно в 1993 році, знявшись в епізоді у фільмі жахів «Повний місяць».
У 1999 році перейшов працювати в «Современник».
З 2000 року Сергій Юшкевич в Театрі-студії «Людина».
У 2008 році перейшов працювати у Театр ім. Євгенія Вахтангова.

## Особисте життя
Одружений з Оленою Рашевською, у шлюбі має двох дочок — Селену (нар. 2003) та Дарину (нар. 2006).
У липні 2022 року заявив, що "з повагою та вдячністю" ставиться до російських окупантів, які прийшли вбивати українців. При цьому через війну перестав бачитися та попрощався з матір'ю, яка живе у Чернівцях.

## Нагороди
- Премія «Зірка театрала» (2011)

## Фільмографія
- 1993 Повний місяць
- 1994 Кільце золоте, букет з червоних троянд — Степан
- 1998 Країна глухих — Нуна
- 1998 Тоталітарний роман — Андрій
- 1999Прості істини — батько Яковлєва
- 2001 Каменська. Гра на чужому полі — Старков
- 2001 101-й кілометр — Малятко
- 2001 Далекобійники. Серія 17 «Привид» — Сивий
- 2002 Закон — Отець Дмитро
- 2002 Олігарх — Віктор
- 2003 Кавалери морської зірки — Борис Говорков
- 2003 Завжди говори завжди — Митяй
- 2004 Червона капела — Анатолій Гуревич («Кент»)
- 2005 З Новим роком, тату! — Олег
- 2005 Примадонна — Трофимов
- 2005 Людина війни — Курт Шиммель
- 2006 Копальня — Яшка «Ніздря», кримінальник
- 2006 Слухаючи тишу — Ігор
- 2006 Хробак — Роланд
- 2006 Російський переклад — підполковник Павло Сергійович Петров
- 2007 Срібний самурай — Андрій Панін, ад'ютант Петра III
- 2007 Іванко — Ян
- 2007 Супермаркет — Володимир Генріхович
- 2007 Скалолазка і останній з сьомої колиски
- 2007 Формула стихії — Ганс
- 2008 Розіграш — батько Зоріна-Кротова
- 2008 Ділки. Бути разом — Кудряшов Анатолій Сергійович
- 2008 Ми дивно зустрілися — Григорій
- 2008 Білий паровоз — Вася
- 2008 Сюрприз — Іван
- 2008 П'ять кроків по хмарах — Іван Володимирович Агапов
- 2008 Застава Жиліна — комбат
- 2008 Головний доказ — Георгій Мілютін
- 2009 Кромов — Грушевський
- 2009 Кохання на сіні — Федя
- 2009 Збройний опір — Костя Рябінін
- 2009 Будинок без виходу — Олексій Федоров
- 2009 Іван Грозний — Юрій Глинський
- 2009 Загарбники — Сергій Борисович Адріанов
- 2009 Барвиха — Батько Кирила Бальмонта
- 2010 Тульський Токарев — Євген Лаптєв
- 2010 Тихий центр — Вадим
- 2010 Ховайся! — Вадим Пеньковський
- 2010 Білка і Стрілка. Зоряні собаки — Кіт-психіатр
- 2010 Будинок малятка — Івлєв, батько підкидька
- 2010 Лікар — Іван Тимофійович Важов
- 2011 Остання зустріч — Володя
- 2011 Золоті. Барвиха-2 — Батько Кирила Бальмонта
- 2011 Обрив — Тушин
- 2011 Справжні — Григорій Томський
- 2011 Slove. Прямо в серце — Людвіг Карлович
- 2011 Контргра — Клаус Зелінгер
- 2012 Ангел в серці — Проскурін Дмитро Григорович
- 2012 Мати і мачуха — батько Каті
- 2012 Федоров — хірург
- 2013 Вісімдесяті — Юрій Леонідович
- 2013 Крик сови — Никифор Глушенко
- 2013 Шерлок Холмс — Том Кардьуо
- 2014 Пам'ять серця — Єгор Миколайович Михайлов
- 2014 Дві жінки — Ігнатій Ілліч Шпігельскій
- 2014 Біла ніч — Сергій Туманов
- 2014 Професіонал — Карасьов, генерал-майор ФСБ
- 2015 Солодке життя — Сергій
- 2015 Лондонград — Гліб Циганков
- 2015 Нюхач 2 — Кулешов, психіатр
- 2016 Шукач — Микола Миколайович Горчаков, господар готелю
- 2016 Шакал — полковник ОБХСС Федоров
- 2016 Чорна кішка — Микола Циганов (Пан)
- 2020 Гості з минулого — Георгій Дмитрович Жерехов